# ويليام دانبي (طبيب شرعي)
ويليام دانبي (كان حيًا ما بين 1542–1593) هو محامٍ وطبيب شرعي في القرن السادس عشر.

## طالع أيضًا
- ويليام دانبي (كاتب)